# Microstylum anovense
Microstylum anovense är en tvåvingeart som beskrevs av H. Oldroyd 1980. Microstylum anovense ingår i släktet Microstylum och familjen rovflugor.
Artens utbredningsområde är Madagaskar. Inga underarter finns listade i Catalogue of Life.